# Deleng Megakhe
Deleng Megakhe is een bestuurslaag in het regentschap Aceh Tenggara van de provincie Atjeh, Indonesië. Deleng Megakhe telt 892 inwoners (volkstelling 2010).